# Ottleya flexuosa
Ottleya flexuosa är en ärtväxtart som först beskrevs av Edward Lee Greene, och fick sitt nu gällande namn av Dmitry Dmitrievich Sokoloff. Ottleya flexuosa ingår i släktet Ottleya och familjen ärtväxter. Inga underarter finns listade i Catalogue of Life.